# William Mulliken
William Danforth „Bill“ Mulliken (* 27. August 1939 in Urbana, Illinois; † 17. Juli 2014 in Chicago) war ein US-amerikanischer Schwimmer.
Bei den Olympischen Spielen 1960 in Rom wurde er überraschend Olympiasieger über 200 m Brust. Das war für die USA der erste Sieg bei Olympischen Spielen über diese Lage seit 1924. Nach seiner Karriere als Schwimmer wurde Mulliken Anwalt. Im Jahr 1984 wurde er in die Ruhmeshalle des internationalen Schwimmsports aufgenommen.